# ISO 8859
ISO 8859 eller mere korrekt ISO/IEC 8859 er en fælles ISO og IEC standard som beskriver tegnkodetabeller og 8-bits tegn tegnkodning til computerbrug. Standarden er opdelt i nummererede, separat publicerede dele, f.eks. ISO/IEC 8859-1. Der er i øjeblikket (2006) 15 dele, foruden den slettede ISO/IEC 8859-12.
ISO 8859 standarderne er alle en udvidelse af ASCII standarden og fastsætter tegnene fra 160 til 255 (decimalt) eller A0 til FF (hexadecimalt).
Formålet er at danne grundlag for en sikker kommunikation af tekster skrevet i andre sprog end engelsk, som jo dækkes af ASCII standarden.
Følgende dele findes:
| ISO 8859-1          | Latin-1 Vesteuropæisk       | Dækker de fleste vesteuropæiske sprog bl.a. dansk                            |
| ISO 8859-2          | Latin-2 Centraleuropæisk    | Dækker de central- og østeuropæsike sprog, der benytter det latinske alfabet |
| ISO 8859-3          | Latin-3 Sydeuropæisk        |                                                                              |
| ISO 8859-4          | Latin-4 Nordeuropæisk       |                                                                              |
| ISO 8859-5          | Latin/Kyrillisk             | Dækker de slaviske sprog, der benytter det kyrilliske alfabet                |
| ISO 8859-6          | Latin/Arabisk               |                                                                              |
| ISO 8859-7          | Latin/Græsk                 |                                                                              |
| ISO 8859-8          | Latin/Hebræisk              |                                                                              |
| ISO 8859-9          | Latin-5 Tyrkisk             |                                                                              |
| ISO 8859-10         | Latin-6 Nordisk             |                                                                              |
| ISO 8859-11         | Latin/Thai                  |                                                                              |
| ISO 8859-12 Slettet | Latin/Devanagari            |                                                                              |
| ISO 8859-13         | Latin-7 Det baltiske område |                                                                              |
| ISO 8859-14         | Latin-8 Keltisk             |                                                                              |
| ISO 8859-15         | Latin-9                     | En revision af 8859-1 der bl.a. indfører valutasymbolet for euro (€)         |
| ISO 8859-16         | Latin-10 Syd-/Østeuropa     |                                                                              |

ISO 8859 standarden videreudvikles ikke længere, da arbejdsgruppen ISO/IEC SC2/WG3 blev opløst i juni 2004. Tegnene standardiseres nu i ISO/IEC 10646 i samarbejde med Unicode-konsortiet. Unicode kan betragtes som en udvidelse af ISO 8859-1, idet de 256 første tegn i Unicode svarer til ISO 8859-1.